# أوجي أوكوي
أوجي أوكوي (بالإنجليزية: Oge Okoye)‏ (مواليد 16 نوفمبر 1980، لندن) هي مُمثلة نيجيرية بريطانية.

## أعمالها
- (بالإنجليزية: Spanner)‏ (2002)
- شقيقات الدم (فيلم) (2003)
- (بالإنجليزية: Forever Yours)‏ (2003)
- وسيم (بالإنجليزية: Handsome)‏ (2003)
- حب سحري (بالإنجليزية: Magic Love)‏ (2003)
- (بالإنجليزية: My Command)‏ (2003)
- (بالإنجليزية: Sister Mary)‏ (2003)
- (بالإنجليزية: Arsenal)‏ (2004)
- وجوه جميلة (بالإنجليزية: Beautiful Faces)‏ (2004)
- أُؤمن بك (بالإنجليزية: I Believe in You)‏ (2004)
- (بالإنجليزية: 11:45... Too Late)‏ (2005)
- (بالإنجليزية: Beyond Passion)‏ (2005)
- حمالة صدر سوداء (بالإنجليزية: Black Bra)‏ (2005)
- صبر مجنون (بالإنجليزية: Crazy Passion)‏ (2005)
- حُب يائس (بالإنجليزية: Desperate Love)‏ (2005)
- عريس النسر (بالإنجليزية: Eagle's Bride)‏ (2005)
- معركة عاطفية (بالإنجليزية: Emotional Battle)‏ (2005)
- في كُل يوم (بالإنجليزية: Every Single Day)‏ (2005)
- وجه أفريقيا (بالإنجليزية: Face of Africa)‏ (2005)
- أصدقاء وأحباء (بالإنجليزية: Friends & Lovers)‏ (2005)
- تلك الفتاة لي (بالإنجليزية: The Girl Is Mine)‏ (2005)
- جولييت ولا أحد آخر (بالإنجليزية: It's Juliet or No One)‏ (2005)
- ابن الملك (بالإنجليزية: The King's Son)‏ (2005)
- تزوج بي (بالإنجليزية: Marry Me)‏ (2005)
- أخدود البرتقال (بالإنجليزية: Orange Groove)‏ (2005)
- من الجنة إلى النار (بالإنجليزية: Paradise to Hell)‏ (2005)
- صدمة (بالإنجليزية: Shock)‏ (2005)
- للحُب والعيش مرة أُخرى (بالإنجليزية: To Love and Live Again)‏ (2005)
- الثالوث (بالإنجليزية: Trinity)‏ (2005)
- مُسبب المشاكل (بالإنجليزية: Trouble Maker)‏ (2005)
- لعبة الحرب (بالإنجليزية: War Game)‏ (2006)
- الفتاة الأفعى (بالإنجليزية: The Snake Girl)‏ (2006)
- (بالإنجليزية: Blackbery Babes)‏ (2010)
- صراحة (بالإنجليزية: Sincerity)‏.
- لُعبة خاطئة (بالإنجليزية: Sinful Game)‏.
- بلدة فيستاك (بالإنجليزية: Festac Town)‏ (2014)

## روابط خارجية
أوجي أوكوي على موقع IMDb (الإنجليزية)
- أوجي أوكوي على موقع قاعدة بيانات الفيلم (الإنجليزية)